# Joshiraku
Joshiraku (яп. じょしらく, букв. «Девушки-ракугоки») — комедийная манга за авторством Кодзи Кумэты, иллюстрированная Ясу, повествующая о повседневной жизни пяти девушек-актрис театра ракуго. Аниме-адаптация, созданная компанией J.C. Staff, выходила в Японии с июля по сентябрь 2012 года.

## Персонажи

Главные героини (слева направо): Кигуруми, Тэтора, Марии, Кукуру и Ганкё

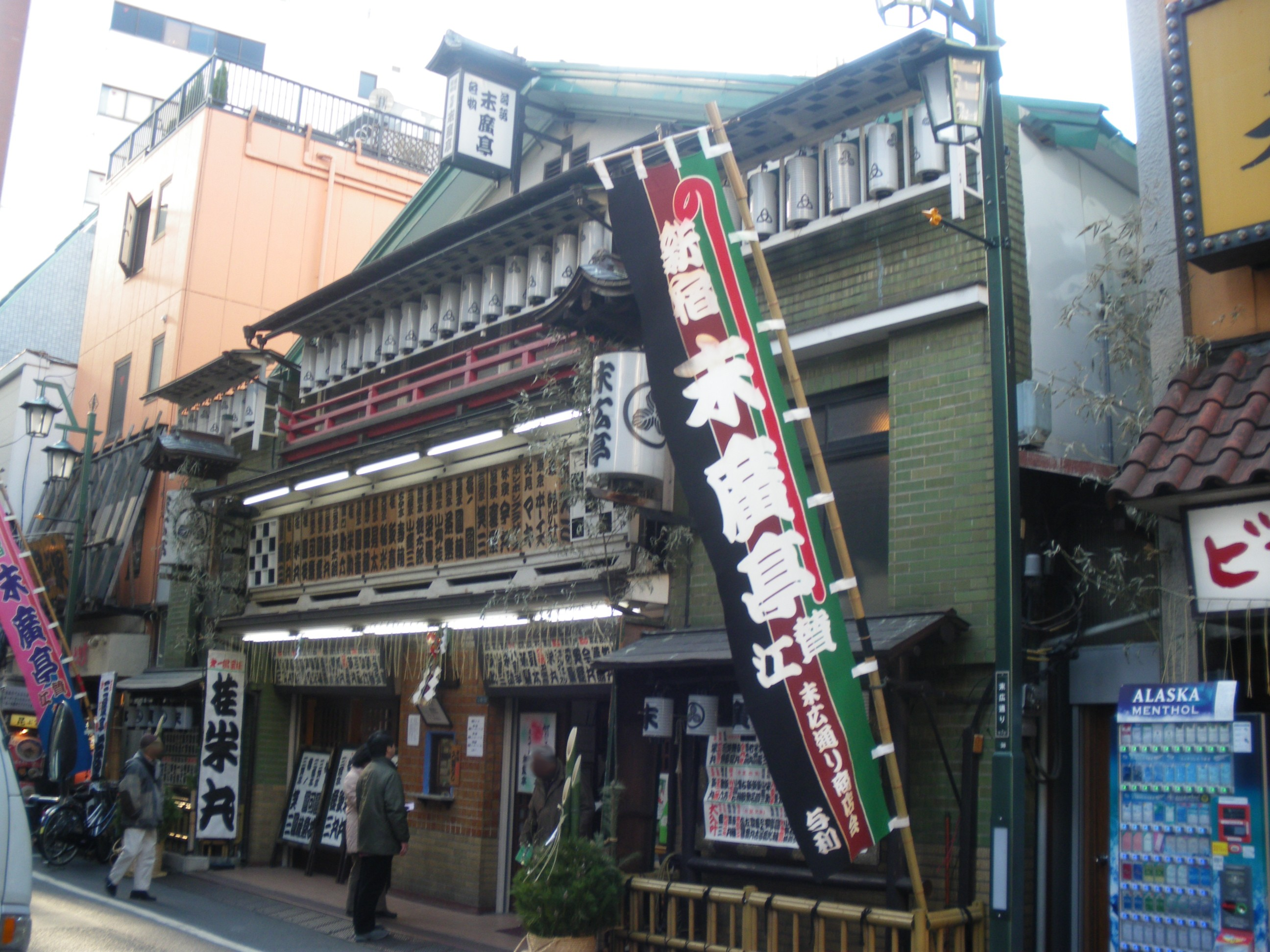
Суэхиротэй в Синдзюку, место работы девушек

Фамилии всех девушек оканчиваются на иероглиф тэй (яп. 亭), часто используемый в сценических именах актёров ракуго.
Марии Буратэй (яп. 蕪羅亭 魔梨威 Буратэй Марии)
Сэйю: Аянэ Сакура.
Важный персонаж манги, имеет длинные красные волосы. Ведёт себя как эдокко и говорит в мужской форме токийского диалекта, но на самом деле она из Токусимы. Несмотря на приятную внешность, то, как она разговаривает, и её плоская грудь заставляют других подозревать её в том, что она переодетый парень. Выступает в роли цуккоми и часто говорит «Не задавай пустых вопросов! (яп. つまんねー事聞くなよ！ цуманнэ: кото кику на ё!)». Её имя является каламбуром к Bloody Mary (кровавая Мэри)
Кигуруми Харокитэй (яп. 波浪浮亭 木胡桃 Харо:китэй Кигуруми)
Сэйю: Котори Коиваи.
Девушка со светлыми волосами, самая младшая в группе. Чтобы соответствовать своему детскому внешнему виду, она часто притворяется милой перед другими, но её внутренние диалоги показывают зрителям её настоящую натуру — циничную и манипулятивную. Её имя является каламбуром к Hello Kitty и кигуруми.
Тэтора Бохатэй (яп. 防波亭 手寅 Бо:хатэй Тэтора)
Сэйю: Нодзоми Ямамото.
Девушка с пурпурными волосами и хвостиком, очень везучая и ведёт беззаботную жизнь. Часто переводит разговоры на другие темы. Кумэта представляет её как настоящего протагониста манги. Её имя является каламбуром к словам мол (яп. 防波堤 бо:хатэй) и тетрапод.
Ганкё Курубиютэй (яп. 空琉美遊亭 丸京 Ку:рубию:тэй Ганкё:)
Сэйю: Ёсино Нандзё.
Девушка в очках и с зелёными волосами, умная, хладнокровная, однако жестокая. Подруга детства Тэторы. Её имя является каламбуром к словам cool beauty (хладнокровная красотка) и очки (яп. 眼鏡 ганкё).
Кукуру Анракутэй (яп. 暗落亭 苦来 Анракутэй Кукуру)
Сэйю: Саори Гото.
Девушка с прямыми чёрными волосами, очень хорошая актриса, но очень неудачлива и поэтому эмоционально нестабильна. Её имя является каламбуром ко многим словам, причём все они обозначают какие-либо негативные вещи. Произношение её имени является отсылкой к словам эвтаназия (яп. 安楽死 Анракуси) и повесить (яп. 括る кукуру). Также её имя может быть прочтено как куракутэй курай, что очень похоже на (букв.) тёмная темнота (яп. 暗くて暗い куракутэ курай). Анракутэй также звучит похоже на английское слово unlucky (несчастливый). Также, кандзи в её имени (минус кандзи тэй (яп. 亭)) могут быть буквально прочтены как «падающая во тьму» и «доходящая до тоски».
Маска (яп. 覆面 Фукумэн)
Сэйю: Аой Юки.
Девушка в маске лучадора, которая просто иногда появляется в кадре.
Удзанну Удзаттэй (яп. 宇座亭 ウザンヌ Удзаттэй Удзанну)
Сэйю: Рёко Синтани.
Девушка с короткими светлыми и розовыми волосами. Носит хакама с клубничкой и большой бант на голове. Появляется только в последнем эпизоде аниме. Как и гласит её имя, Удзанну очень надоедает всем своей быстрой манерой речи, снисходительным отношением и имитированием других девушек. Удзанну нарочно пытается нарушить баланс персонажей в аниме своей несносностью и сделать аниме своим собственным, доходя даже до того, чтобы петь свою версию открывающей заставки со своим текстом. Тем не менее, девушкам удаётся избавиться от неё.

### Аниме
Аниме-адаптация студии J.C. Staff транслировалась в Японии с июля по сентябрь 2012 года. OVA была выпущена вместе с пятым томом манги в феврале 2013 года.

#### Музыка
Открывающая заставка называется «Оато га ёросикуттэ… ё!» (яп. お後がよろしくって…よ! Спасибо за внимание!) и спета Аянэ Сакурой, Котори Коиваи, Нодзоми Ямамото, Ёсино Нандзё и Саори Гото, тогда как закрывающая заставка называется «Ниппон эгао хяккэй» (яп. ニッポン笑顔百景 Сотни японских улыбок) и исполнена группами Momoiro Clover Z и Yoshida Brothers. В самом начале этой песни быстрым темпом произносится длинное имя героя классической ракуго-истории «Дзюгэму».